# Jos Leijdekkers
Joseph (Jos) Johannes Leijdekkers (Breda, 1 juli 1991), alias Bolle Jos, is een Nederlands drugscrimineel. Hij wordt internationaal gezocht wegens zijn vermeende betrokkenheid bij grootschalige drugshandel, geweldsdelicten, overvallen en liquidaties. Sinds mei 2022 staat hij op de Nationale Opsporingslijst en de EU Most Wanted List.
In Nederland en België is hij veroordeeld tot respectievelijk 24 jaar en opgeteld 30 jaar gevangenisstraf. In juli 2025 werd hij door de rechtbank Rotterdam veroordeeld tot het terugbetalen van ruim 96 miljoen euro aan criminele opbrengsten aan de Nederlandse Staat.

## Jeugd
Jos Leijdekkers werd geboren in Breda en groeide op in Prinsenbeek. In zijn jeugd wisselde hij diverse keren van school vanwege problemen en kwam hij in aanraking met justitie. Zijn vader was actief in de drugshandel en bouwde contacten op in de zeehavens van Rotterdam en Antwerpen. Dit opgebouwde netwerk werd later door Jos gebruikt en verder uitgebreid.

## Criminele loopbaan
Leijdekkers ontwikkelde zich tot makelaar in de cocaïnehandel, die een mondiale reikwijdte kent. In het criminele milieu wordt hij gezien als "een man die iedereen kent en door wie iedereen wordt gekend".  Hij organiseerde drugstransporten en werkte samen met prominente figuren als Ridouan Taghi, Roger 'Piet Costa' P. en Edin Gačanin. Zijn persoonlijke activiteiten omvatten het opzetten of overnemen van drugslijnen vanuit Midden- en Zuid-Amerika en het binnenhalen van grote partijen drugs in Europese havens via corrupte havenmedewerkers.
Leijdekkers is betrokken geweest bij een schietincident in Scheveningen in februari 2011 waarbij hij een rivaliserende jongen neerschoot en diens broer raakte. Hij speelde ook een rol in de drugszaak Cherokee in Amsterdam-Zuidoost, waar onder meer 5700 kilo cocaïne werd binnengehaald en er contacten waren met figuren zoals de criminele gangsterrapper JoeyAK. Hij is daarnaast in verband gebracht met de verdwijning van Naima 'Tante' Jillal, een 52-jarige Marokkaans-Nederlandse vrouw die op 20 oktober 2019 ontvoerd werd.

## Verdwijning en opsporing
Op 25 januari 2025 publiceerden het Algemeen Dagblad en Follow the Money artikelen met daarin op Facebook gepubliceerde videobeelden van Fatima Bio, de vrouw van Julius Maada Bio, de president van Sierra Leone. Leijdekkers is er achter de presidentiële familie te zien in een kerk tijdens een katholieke nieuwjaarsdienst op 1 januari 2025.

## Veroordelingen

### Nederland
In juni 2024 werd Leijdekkers door de rechtbank Rotterdam veroordeeld tot 24 jaar cel in de strafzaak Woodlake. Deze zaak draaide om een reeks drugstransporten in 2019 en 2020, waaronder megapartijen zoals een lading van 1554 kilo, waarbij hij maandelijks voor 70 tot 170 miljoen euro zou hebben omgezet.

### België
In september 2024 werd Leijdekkers in België in de strafzaak Zwemmer veroordeeld tot 10 jaar cel en een geldboete van 200.000 euro in verband met een mislukte poging om drugs uit de Antwerpse haven te halen waarbij een brandwacht zwaar werd toegetakeld. In februari 2025 werd hij veroordeeld tot 13 jaar cel als opdrachtgever voor de mislukte diefstal van 10 ton cocaïne.